# キーワードマーケティング
株式会社キーワードマーケティング（旧社名：株式会社キーワードマーケティング研究所）は、東京都港区に本社を置き、運用型広告の研究とノウハウの提供・運用代行等を行う株式会社。大阪府大阪市に関西支社、佐賀県佐賀市に九州佐賀支社がある。

## 概要
2004年に設立。「誰かの人生の、分岐点になる広告を。」をミッションとし、運用型広告（Yahoo!広告、Google広告、Facebook広告ほか）の運用代行、インターネット広告のコンサルティングサービス、Web広告のオウンドメディア、広告運用の養成講座サービスを提供。大阪府大阪市に関西支社、佐賀県佐賀市に九州佐賀支社を設置。2022年に株式会社ベクトルの子会社となった。

## 沿革
- 2004年（平成16年）
  - 株式会社 キーワードマーケティング研究所 設立

- 2005年（平成17年）
  - 運用型広告のインハウス運用支援サービス『キーワードマーケティング研究会』 発足

- 2006年（平成18年）
  - 『1億稼ぐ検索キーワードの見つけ方』（著者：滝井秀典）をPHP研究所より発刊

- 2007年（平成19年）
  - 西新宿に本社オフィスを開設

- 2008年（平成20年）
  - 子会社株式会社ワードシーカーを設立、運用型広告の代理事業を開始

- 2011年（平成23年）
  - 本社オフィスを銀座へ移転

- 2012年（平成24年）
  - 子会社株式会社ワードシーカーを吸収合併、事業統合

- 2014年（平成26年）
  - インハウス支援事業で実施したセミナータイトル100本、教材購入者数延べ2万人を突破

- 2016年（平成28年）
  - 11月 佐賀県佐賀市に運用型広告のオペレーション業務を専門に行う機関として、株式会社キーワードマーケティング 九州佐賀支社を設立

- 2017年（平成29年）
  - 1月 会社名を株式会社キーワードマーケティングに変更し、ロゴを刷新

- 2019年（平成31年）
  - 2月 コーポレートサイトをリニューアル、ミッションを『誰かの人生の、分岐点になる広告を。』へ変更
  - 3月 本社オフィスを築地へ移転

- 2022年（令和4年）
  - 12月 総合PR会社・株式会社ベクトル（東証プライム：6058）の完全子会社に

- 2024年（令和6年）
  - 5月 本社オフィスを赤坂へ移転
  - 5月 3拠点目となる関西支社を大阪市に設立

## 事業
- 運用型広告、ランディングページ改善コンサルティング
- 運用型広告の運用代行
- 検索エンジンマーケティングの研究、教育事業

## 認証・認定
- LINEヤフー Sales Partner
- Google Partner PREMIER
- Meta Business Partner